# Crown Jewels
Crown Jewels è un film muto del 1918 diretto da Roy Clements. Prodotto e distribuito dalla Triangle, aveva come interpreti Claire Anderson, Lillian Langdon, Joseph Bennett, Frank Leigh, George C. Pearce, William Musgrave, H.N. Dudgeon.

## Trama
Il re di uno staterello europeo nel quale è scoppiata la rivoluzione prende dei drastici provvedimenti per salvaguardare da ogni pericolo i gioielli della corona inviandoli presso Maxwell Grey, un banchiere americano. Ma la notizia non resta segreta, mettendo in azione una banda di ladri internazionali, capitanati da madame Levine. La donna, fingendosi una signora dell'alta società, inizia a frequentare Grey di cui riesce a carpire la fiducia, diventandone amica. Diana De Lille, una giovane rifugiata francese che era stata accolta da madame Levine, comincia a sospettare che la donna non sia quello che dice di essere e confida i suoi dubbi a Kenneth Grey, il figlio del banchiere, che si è innamorato di lei. I malviventi, intanto, mettono alle strette il barone Strickland, al quale sono stati affidati i gioielli ma lui, aiutato da Kenneth, li supera in astuzia evitando che possano impossessarsene. Diana, tenuta prigioniera da madame Levine, riesce a scappare, riunendosi a Kenneth e al barone che si rivela essere suo padre.

## Produzione
Il film fu prodotto dalla Triangle Film Corporation.

## Distribuzione
Distribuito dalla Triangle Distributing, il film uscì nelle sale cinematografiche statunitensi il 22 dicembre 1918. Non si conoscono copie ancora esistenti della pellicola che viene considerata presumibilmente perduta.